# キャノネロ
キャノネロ (Canonero II) はアメリカ合衆国で生まれ、ベネズエラとアメリカ合衆国で調教を受けた競走馬である。スペイン語ではカニョネロ(Cañonero II)。アメリカ国外調教でケンタッキーダービーを優勝した唯一の競走馬である。その後、プリークネスステークスでも優勝して二冠馬となる。

## 生涯
アメリカ合衆国ケンタッキー州で生まれたキャノネロは生まれつき前脚が湾曲していたこともあり期待はされず、1歳の時にキーンランドのセリ市にて1200ドルで売却され、購入したエドガー・ケイベットは彼の生まれ故郷であるベネズエラで競走させることにした。
3歳となった1971年、ベネズエラで競走を重ねたキャノネロはアメリカ最大の競走で、かつ三冠競走の緒戦であるケンタッキーダービーに出走することになり、グスタヴォ・アヴィラ騎手を背にケンタッキーに戻ってきたものの人気は無く、馬券はキャノネロを含む6頭をカップリングして扱われる存在であった。
道中では出走20頭中の18番手につけ、1マイル（約1608メートル）を通過したあたりから驚異的な追い上げを見せ、最後の直線で2着馬ジムフレンチを3馬身3/4差で突き放してゴール、圧勝でその名を知れ渡らせた。その実力はフロック視されたものの、続く三冠競走の第2戦であるプリークネスステークスも優勝し、実力が認められることとなった。
三冠に王手をかけたキャノネロは最終戦、ニューヨーク郊外のベルモントパーク競馬場で行われるベルモントステークスに出走し、ニューヨークから多くのラティーノが詰め掛け三冠の期待がかかったが、キャノネロは中間に脚感染症を患った影響もあり、4着に敗れた。同年のエクリプス賞最優秀3歳牡馬に選ばれている。
その後テキサス州の大牧場主であるキング・ランチに売却され、後にアメリカ競馬殿堂入りしたバディ・ハーシュ調教師が回復させ、翌1972年のスタイミーハンデキャップでは同年の二冠馬であるリヴァリッジを破っている。
1972年末に引退し種牡馬となり、1981年に13歳で死亡している。

## 評価

### 主な勝鞍
※当時はグレード制未導入
- 1970年（2歳） 4戦2勝
- 1971年（3歳） 11戦6勝
  - ケンタッキーダービー、プリークネスステークス
- 1972年（4歳） 8戦1勝
  - スタイミーハンデキャップ

### 年度代表馬
- 1971年 - エクリプス賞最優秀3歳牡馬

## 血統表
| キャノネロの血統（プリンスローズ系 / Blenheim 5x5=6.25%） | キャノネロの血統（プリンスローズ系 / Blenheim 5x5=6.25%） | キャノネロの血統（プリンスローズ系 / Blenheim 5x5=6.25%） | （血統表の出典） | （血統表の出典） |
| 父 Pretendre 1963 栗毛 イギリス                           | 父の父Doutelle 1954 栗毛 イギリス                         | Prince Chevalier                                          | Prince Rose      | Prince Rose      |
| 父 Pretendre 1963 栗毛 イギリス                           | 父の父Doutelle 1954 栗毛 イギリス                         | Prince Chevalier                                          | Chevalerie       |                  |
| 父 Pretendre 1963 栗毛 イギリス                           | 父の父Doutelle 1954 栗毛 イギリス                         | Above Board                                               | Straight Deal    | Straight Deal    |
| 父 Pretendre 1963 栗毛 イギリス                           | 父の父Doutelle 1954 栗毛 イギリス                         | Above Board                                               | Feola            |                  |
| 父 Pretendre 1963 栗毛 イギリス                           | 父の母Limicola 1948 栗毛 イギリス                         | Verso                                                     | Pinceau          | Pinceau          |
| 父 Pretendre 1963 栗毛 イギリス                           | 父の母Limicola 1948 栗毛 イギリス                         | Verso                                                     | Variete          |                  |
| 父 Pretendre 1963 栗毛 イギリス                           | 父の母Limicola 1948 栗毛 イギリス                         | Uccello                                                   | Donatello        | Donatello        |
| 父 Pretendre 1963 栗毛 イギリス                           | 父の母Limicola 1948 栗毛 イギリス                         | Uccello                                                   | Great Tit        |                  |
| 母 Dixieland 1961 鹿毛 アメリカ                           | 母の父Nantallah 1953 鹿毛 アメリカ                        | Nasrullah                                                 | Nearco           | Nearco           |
| 母 Dixieland 1961 鹿毛 アメリカ                           | 母の父Nantallah 1953 鹿毛 アメリカ                        | Nasrullah                                                 | Mumtaz Begum     |                  |
| 母 Dixieland 1961 鹿毛 アメリカ                           | 母の父Nantallah 1953 鹿毛 アメリカ                        | Shimmer                                                   | Flares           | Flares           |
| 母 Dixieland 1961 鹿毛 アメリカ                           | 母の父Nantallah 1953 鹿毛 アメリカ                        | Shimmer                                                   | Broad Ripple     |                  |
| 母 Dixieland 1961 鹿毛 アメリカ                           | 母の母Ragtime Band 1945 鹿毛 アメリカ                     | Johnstown                                                 | Jamestown        | Jamestown        |
| 母 Dixieland 1961 鹿毛 アメリカ                           | 母の母Ragtime Band 1945 鹿毛 アメリカ                     | Johnstown                                                 | La France        |                  |
| 母 Dixieland 1961 鹿毛 アメリカ                           | 母の母Ragtime Band 1945 鹿毛 アメリカ                     | Martial Air                                               | Man o' War       | Man o' War       |
| 母 Dixieland 1961 鹿毛 アメリカ                           | 母の母Ragtime Band 1945 鹿毛 アメリカ                     | Martial Air                                               | Baton F-No.4-n   |                  |